# Валеријана (род)
Валеријана (лат. Valeriana) је род скривеносеменица из породице Caprifoliaceae. Најпознатија је њена истоимена врста валеријана (лат. Valeriana officinalis). Има их у Европи, као и Северној Америци и Јужној Америци.

## Врсте
- Valeriana alypifolia
- Valeriana aretioides
- Valeriana asterothrix
- Valeriana bertiscea[1]
- Valeriana buxifolia
- Valeriana californica
- Valeriana celtica
- Valeriana cernua
- Valeriana coleophylla
- Valeriana dioscoridis[1]
- Valeriana edulis
- Valeriana fauriei[2]
- Valeriana glechomifolia
- Valeriana kreyeriana
- Valeriana montana[3]
- Valeriana occidentalis
- Valeriana officinalis
- Valeriana pancicii[1]
- Valeriana pauciflora
- Valeriana saxatilis
- Valeriana scouleri
- Valeriana secunda
- Valeriana sitchensis
- Valeriana uliginosa[4]